# Скагул Тост
Скагул Тост (швед. Skoglar-Toste; умер в 975) — викинг, вождь шведской провинции Вестергётланд. Упоминается в сагах, в том числе, в своде «Круг Земной». По некоторым данным, был прадедом короля Швеции Стенкиля, свергнувшего с престола Эмунда Старого в 1060 году.
Родился в Дании (точная дата неизвестна), участвовал в грабительских походах, плавал по Балтийскому морю. Согласно Снорри Стурлусону, он был отцом Сигрид Гордой и Ульфа Тостесена.
Давал пристанище изгнанному королю Харальду Гренске. В 970 году он участвовал в походе в Британию и собрал с англосаксов дань, а в 975 году скончался. Потомки Скагула Тосте впоследствии переселились на Русь.